# Kanton Lapoutroie

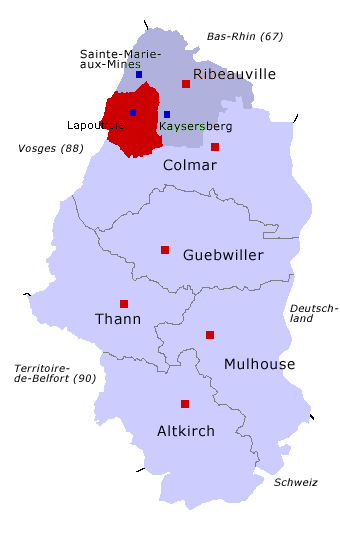
Lage des Kantons Lapoutroie im Arrondissement Ribeauvillé und im Département Haut-Rhin

Der Kanton Lapoutroie war bis 2015 ein französischer Wahlkreis im Département Haut-Rhin. Er bestand aus dem Kantonshauptort Lapoutroie (dt. Schnierlach) und den Gemeinden Fréland, Labaroche, Le Bonhomme und Orbey.
Der Kanton lag im Arrondissement Ribeauvillé. Am 22. März 2015 wurde er aufgelöst.
Die Ortschaften des Kantons waren stets eine frankophone Sprachinsel inmitten des deutschsprachigen Elsass. Beim vom Aussterben bedrohten Welche (dt. Welsch) oder Vosgien handelt es sich um einen galloromanischen Unterdialekt des Lorrain aus der Gruppe der Langues d’oïl, der u. a. eng mit dem Wallonischen verwandt ist.